# Atia
Atia († zweites Halbjahr 43 v. Chr.) war die Mutter des römischen Kaisers Augustus und die Nichte von Gaius Iulius Caesar. Zur Unterscheidung von ihrer jüngeren Schwester wird sie mitunter Atia maior („die Ältere“) genannt.

## Leben
Atia war die ältere Tochter des Marcus Atius Balbus und der Iulia, der Schwester Caesars. In erster Ehe war sie mit Gaius Octavius verheiratet, mit dem sie zwei Kinder hatte, die Tochter Octavia Minor und Gaius Octavius Thurinus, den späteren Augustus. Nach dem Tod ihres Ehemanns heiratete Atia Lucius Marcius Philippus (Konsul 56 v. Chr.). Als ihr Sohn Octavius 44 v. Chr. nach der Ermordung Caesars, der ihn testamentarisch adoptiert hatte, dessen Erbe antreten wollte, rieten Atia und Philippus ihm erfolglos davon ab. Im folgenden Jahr, als ihr Sohn sein erstes Konsulat erlangt hatte, starb Atia.

## Mythen

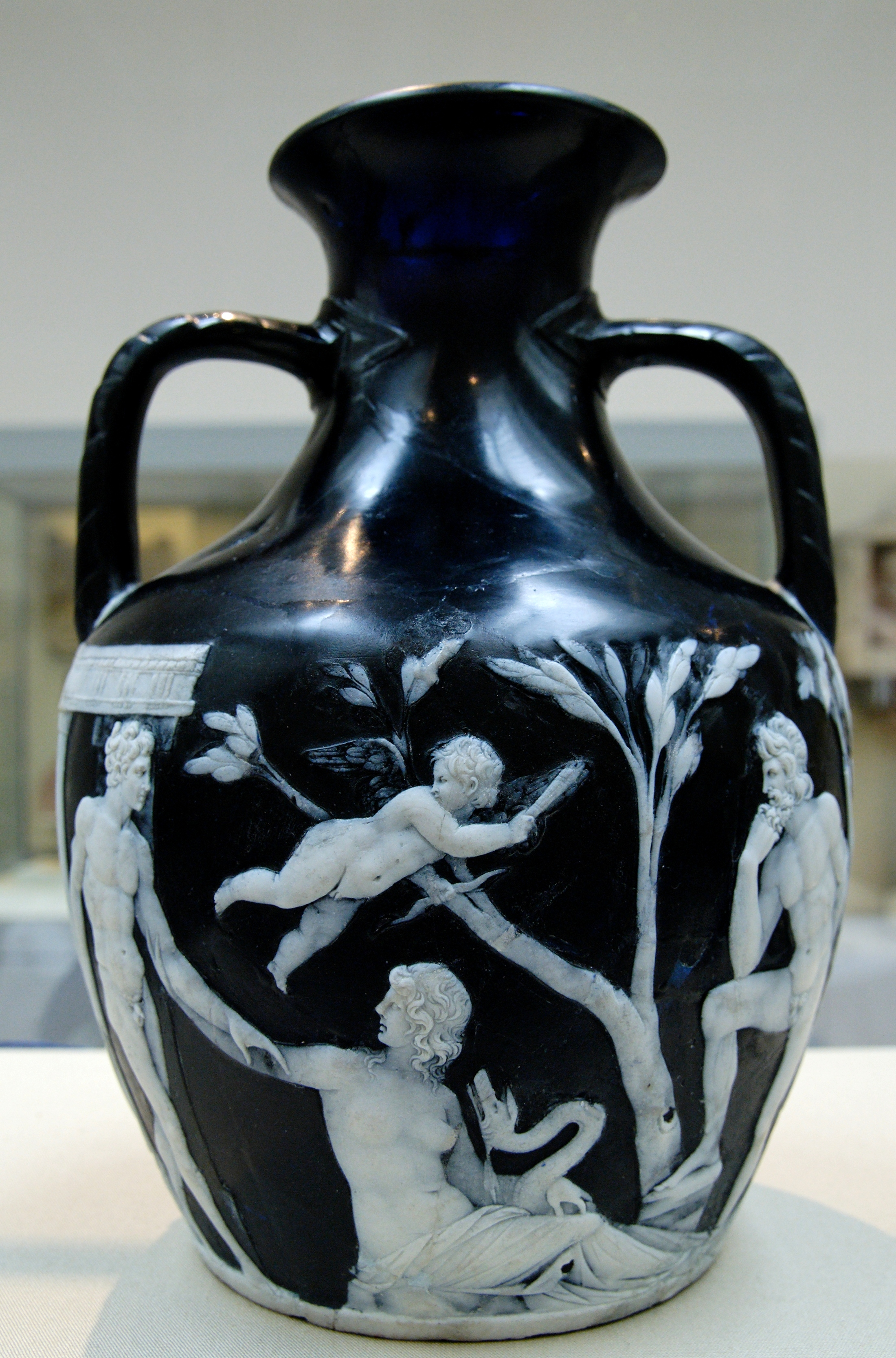
Die Portlandvase zeigt auf der Seite A die Vereinigung einer Frau mit einem antiken Gott in der Gestalt einer Schlange, British Museum, London. Es ist nicht gesichert, inwieweit es sich dabei um eine original antike Darstellung handelt.

Die Überlieferung hebt Atias sorgfältige Erziehung ihres Sohnes hervor. Sie soll behauptet haben, dass sein wahrer Vater der Gott Apollo gewesen sei, der sich ihr in Gestalt einer Schlange genähert habe:

„(4) In den ‚Untersuchungen über Gott und göttliche Dinge‘ des Asklepiades aus Mendes lese ich: Als Atia um Mitternacht zu einem feierlichen Gottesdienst des Apollon gekommen war und man ihre Sänfte im Tempel abgestellt hatte, sei sie, während die übrigen Frauen bereits schliefen, auch eingenickt. Plötzlich sei eine Schlange zu ihr gekrochen, wenig später habe diese sie wieder verlassen; aufgewacht habe sie sich gereinigt, wie wenn sie mit ihrem Mann zusammen gewesen wäre. Und im gleichen Moment habe sich auf ihrem Körper ein Mal gezeigt, so ungefähr vom Aussehen einer Schlange, die man aufgemalt hat, und das habe sich niemals mehr entfernen lassen, so daß sie seitdem nie mehr in öffentliche Bäder gegangen sei. Augustus sei im zehnten Monat danach geboren worden und deswegen für einen Sohn des Apollon gehalten worden. Bevor sie niederkam, träumte Atia, das, was sie in sich trage, werde zu den Sternen getragen und breite sich über Himmel und Erde in ihrer ganzen Ausdehnung aus. Und auch der Vater Octavius träumte, aus Atias Schoß komme das strahlende Licht der Sonne hervor.“

## Moderne Rezeption
Eine Figur namens Atia, die mit der historischen Überlieferung allerdings wenig gemeinsam hat, erscheint in der Fernsehserie Rom. Dort wird sie von der Schauspielerin Polly Walker verkörpert.